# Distretto di Saki
Il distretto di Saki (in russo Сакский район?, Sakskij rajon; in ucraino Сакський район?; in tataro: Saq rayonı) è un rajon appartenente de jure alla Repubblica Autonoma di Crimea e de facto alla Repubblica di Crimea, con 78.069 abitanti al 2013. Il capoluogo è l'omonima città.

## Geografia antropica
Il distretto è suddiviso in un insediamenti di tipo urbano e 23 insediamenti rurali con 75 villaggi.

### Insediamenti di tipo urbano
- Novofedorovka

## Popolazione
Dati demografici, etnici e linguistici, secondo il censimento della popolazione del distretto del 2001: 	
| Nazionalità       | Numero locutori | Dato percentuale |
| Russi             | 36.592          | 45,2             |
| Ucraini           | 25.517          | 31,5             |
| Tartari di Crimea | 14.137          | 17,5             |
| Bielorussi        | 1.765           | 2,2              |
| Tatari            | 639             | 0,8              |
| Armeni            | 376             | 0,5              |
| Ciuvasci          | 177             | 0,2              |
| Tedeschi          | 152             | 0,2              |
| Mordvini          | 146             | 0,2              |
| Usbechi           | 145             | 0,2              |
| Polacchi          | 140             | 0,2              |
| Moldavi           | 128             | 0,2              |
| Azeri             | 116             | 0,1              |